# Кёнигсброн
Кёнигсброн (нем. Königsbronn) — община в Германии, в земле Баден-Вюртемберг. 
Подчиняется административному округу Штутгарт. Входит в состав района Хайденхайм.  Население составляет 7085 человек (на 31 декабря 2010 года). Занимает площадь 45,46 км².

## Фотографии

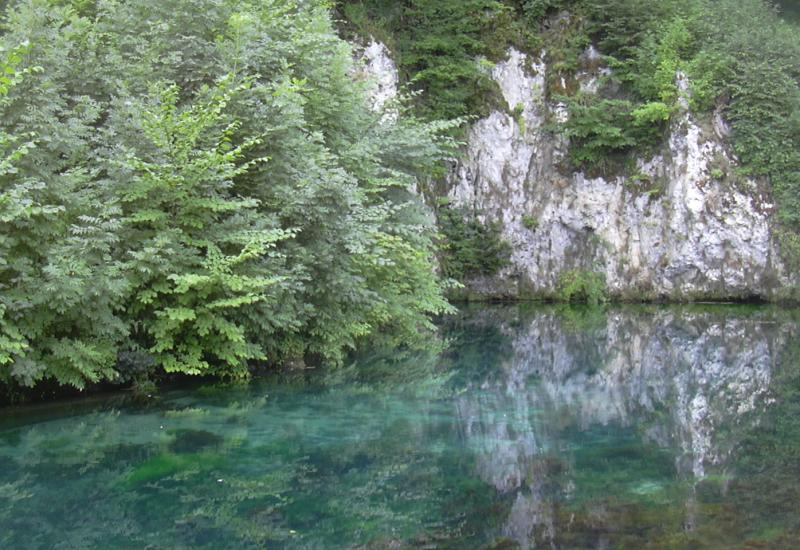
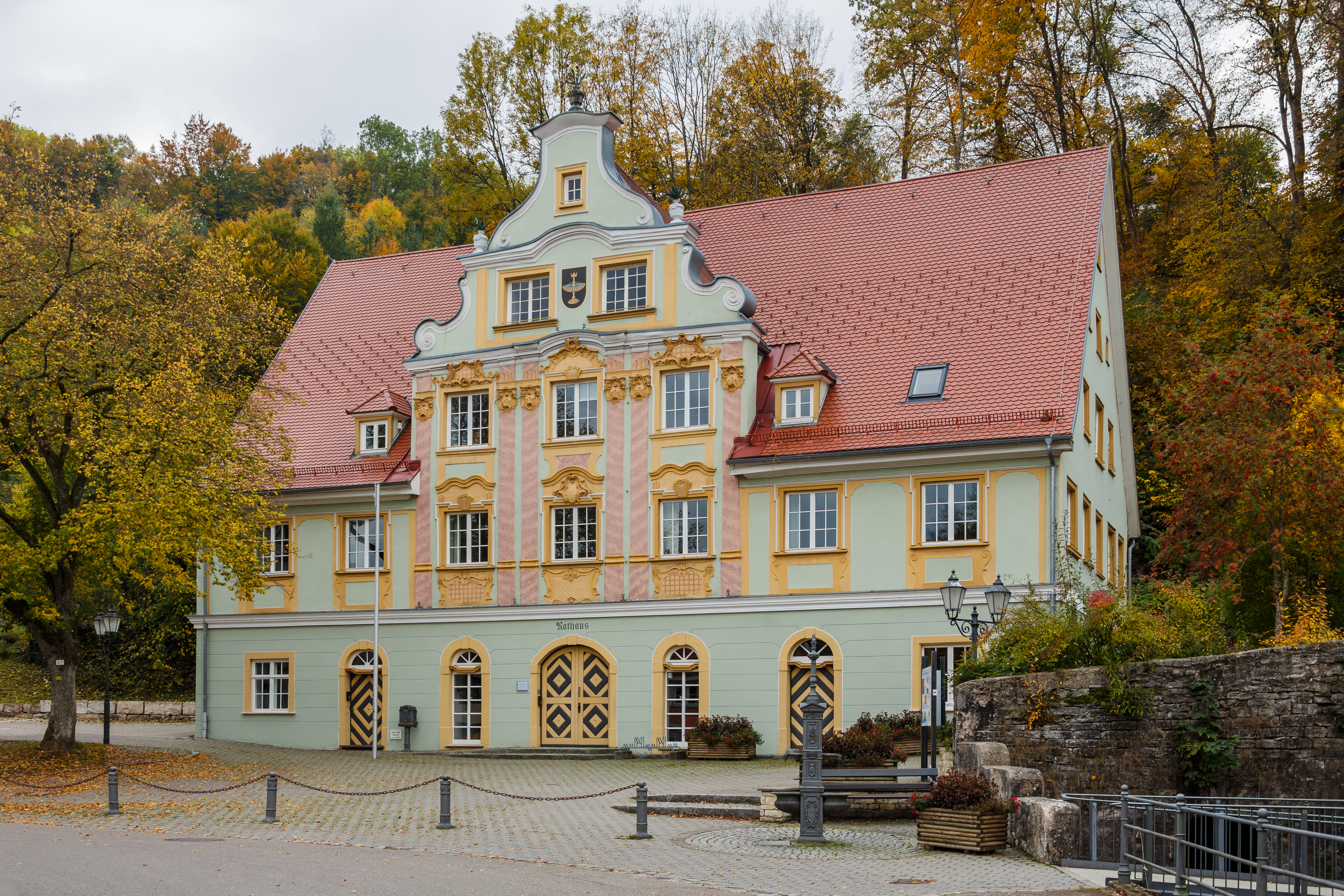
Ратуша
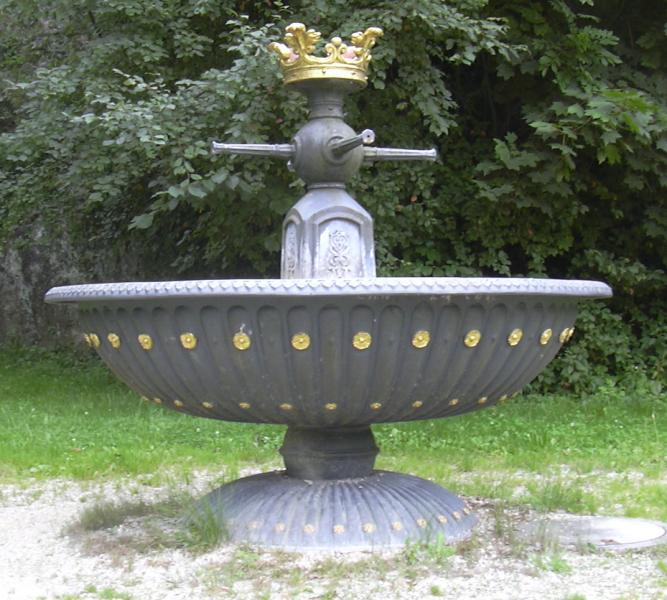